# シンブリー県

シンブリー県
จังหวัดสิงห์บุรี

- この項目は英語版を元に作成されています。

シンブリー県（シンブリーけん、タイ語: จังหวัดสิงห์บุรี）はタイ王国・中部の県（チャンワット）の一つ。ナコーンサワン県、ロッブリー県、アーントーン県、スパンブリー県、チャイナート県と接する。

## 地理
シンブリー県はチャオプラヤー川の形成した平地にある。

## 歴史
シンブリー県の歴史はタイ族が南下する以前のドヴァーラーヴァティー王朝にまで遡る事ができる。その後アユタヤ王朝までシンブリーは要所であった。現在の県は元々インブリー、プロムブリー、シンブリーと分かれていたが、ラーマ5世の命で融合し現在の県を形成した。

## 県章
|  | 県章はカーイバーンラチャン砦がデザインされている。この砦は1765年（タイ仏暦2308年）ビルマが攻めてきたときに建設された。この時、バーンラチャンの住民9人が自発的に兵に加わり5ヶ月間砦を維持したという、その後この砦はビルマの手に落ち、すぐにアユタヤ王朝も陥落した。毎年2月4日にはこの9人を祝って祭りが行われる。なおこの話はタイで映画化された。 県木はナンバンアカアズキ（Adenanthera pavonina）である。 |

## 行政区
シンブリー県は6つの郡（アンプー）に分かれ、その下に43の町（タンボン）と、364の村（ムーバーン）がある。
| 郡 1. ムアンシンブリー郡（ムアン） 2. バーンラチャン郡 3. カーイバーンラチャン郡 4. プロムブリー郡 5. ターチャーン郡 6. インブリー郡 | 地図 |